# Anjou (Montréal)
Pour les articles homonymes, voir Anjou (homonymie).
Anjou (prononciation : / ɑ̃ʒu /) est un des dix-neuf arrondissements de la ville de Montréal, au Québec (Canada). Avant les réorganisations municipales québécoises de 2002, il constitue une municipalité, soit la ville d’Anjou, fondée en 1956 à partir de la paroisse de Saint-Léonard-de-Port-Maurice.
Situé à l’intersection de deux artères de circulation névralgiques de la région métropolitaine montréalaise – l'autoroute 25 et l'autoroute Métropolitaine (A-40) –, Anjou est un important carrefour commercial et industriel de l’est de l’agglomération de Montréal. En plus de l'imposant centre commercial Les Galeries d'Anjou, il s'y trouve un parc industriel comptant plus de 600 entreprises, un grand lac de rétention, autour duquel s'articule le quartier Anjou-sur-le-Lac, et un club de golf, tous situés dans le nord de l'arrondissement.

## Histoire

### Genèse et développement
Le territoire où est situé aujourd'hui Anjou apparaît pour la première fois en tant qu'entité territoriale officielle le 16 mars 1916 lorsqu'une partie du territoire de la ville de Saint-Léonard-de-Port-Maurice se détache de celle-ci pour former la paroisse de Saint-Léonard-de-Port-Maurice. Les velléités des dirigeants de la ville de Saint-Léonard-de-Port-Maurice de transformer la ville en espace urbanisé est réprouvé par des cultivateurs qui demandent la constitution d'une municipalité rurale indépendante. L'inventeur de la souffleuse à neige, Arthur Sicard, est par ailleurs né et a grandi dans les fermes de la paroisse de Saint-Léonard-de-Port-Maurice.  
Jusque dans les années 1950, le territoire qu’occupera Anjou est principalement à vocation agricole. Les autorités municipales préconisent une certaine rigueur budgétaire visant à éviter tout endettement. Contrairement à plusieurs autres municipalités de l'île de Montréal – trop endettées – qui doivent fusionner avec Montréal au tournant du 20e siècle, la paroisse de Saint-Léonard-de-Port-Maurice réussit à subsister en tant que municipalité indépendante, et ce, même jusqu'au début du 21e siècle. En revanche, la municipalité de paroisse possède très peu de services publics et ceux-ci sont peu développés. Par exemple, aucun service de transport en commun n'y est offert en 1939. En réaction à la pauvreté qui est par ailleurs omniprésente, la Congrégation des Sœurs Grises y envoie des missionnaires et y ouvre un dispensaire. 
À partir du milieu des années 1950, le développement domiciliaire et l’urbanisation de la ville la font passer d’une petite paroisse de quelques centaines de personnes à une banlieue qui compte plusieurs milliers d’habitants dans les années 1960. Le 23 février 1956, la ville d'Anjou est finalement constituée à la suite de la séparation de la paroisse Saint-Léonard-de-Port-Maurice et de la paroisse de la Longue-Pointe : le territoire de la paroisse Saint-Léonard-de-Port-Maurice devient la nouvelle municipalité d'Anjou.
La construction de l’échangeur Anjou où se croisent l'autoroute 25 et l'autoroute Métropolitaine (A-40), la création d’un énorme parc industriel et la construction du centre commercial régional Les Galeries d'Anjou contribuent dans les années 1960 à un développement accéléré du territoire. D’ailleurs, les Galeries d’Anjou seront considérées à sa fondation en 1968 comme le plus grand centre commercial du Québec. La municipalité d'Anjou qui comptait 9 500 habitants vers la fin des années 1950, en accueille plus de 30 000 au début des années 1970. Au début des années 1980, plus de la moitié du territoire d'Anjou est urbanisé.
Aujourd’hui, l’arrondissement comprend différents quartiers : Vieux-Anjou, Central, Haut-Anjou, des Galeries d’Anjou, Anjou-sur-le-Lac et Industriel.

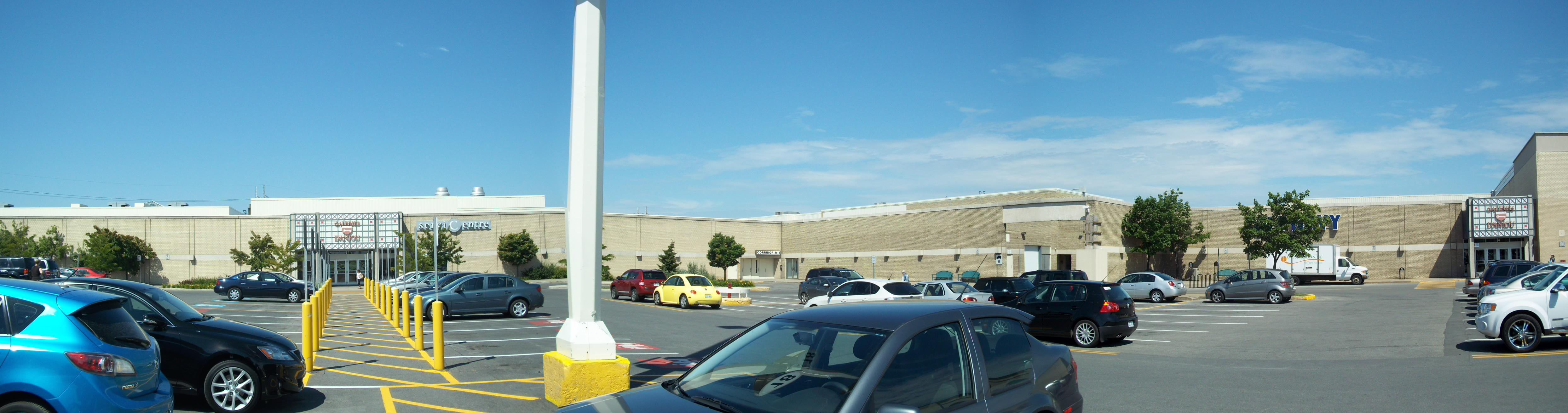
Le centre commercial Les Galeries d'Anjou en 2011.

### Fusion avec Montréal
Depuis les fusions municipales de 2002, la ville d'Anjou est fusionnée avec la ville de Montréal et son territoire est devenu un arrondissement de celle-ci, soit l'arrondissement d'Anjou. En 2004, un référendum proposant la défusion d'Anjou de la ville de Montréal est tenu et une majorité de citoyens se prononcent pour la reconstitution de leur ville indépendante, mais vu un taux de participation inférieur au 35 % requis, Anjou demeure un arrondissement montréalais.
En 2006, Anjou célèbre son 50e anniversaire. 
Le prolongement de la ligne bleue du métro, dont l’inauguration est prévue en 2026, prévoit une station terminale près de la rue Bélanger et du boulevard des Galeries-d’Anjou permettant ainsi de mieux desservir ce secteur en transport collectif.

## Toponymie et armoiries

### Toponymie
Le nom de « Ville d'Anjou » pour identifier la municipalité est relativement récent. Lorsque la municipalité de paroisse décide de modifier son statut municipal pour devenir une ville à l'automne 1955, le conseil municipal de l'époque choisit cette dénomination pour désigner la ville. 
Deux hypothèses sont avancées afin d'expliquer ce choix. La première veut que Marcel Sylvestre, un habitant de Saint-Léonard-de-Port-Maurice, ait proposé le nom d’Anjou après son passage dans cette région française comme soldat lors de la Seconde Guerre mondiale. La deuxième soutient que ce nom a été choisi en hommage à l'Anjou, province historique de France, d'où étaient originaires les premiers colons de la Nouvelle-France,, dont l'un des instigateurs de Ville-Marie, Jérôme Le Royer, sieur de La Dauversière. 

### Armoiries
Les armoiries de l'arrondissement sont composées de fleurs de lys rappelant les origines françaises de plusieurs concitoyens et de feuilles d’érable pour ses origines québécoises ainsi que de deux branches de laurier, symbolisant la gloire et la persévérance. Sa devise en latin est « Non devis unquam » signifiant « Je ne dévie jamais ». Les armoiries constituent la signature visuelle de la ville puis sont intégrées au logo de l'arrondissement lorsqu'Anjou est fusionnée à la ville de Montréal.

## Géographie

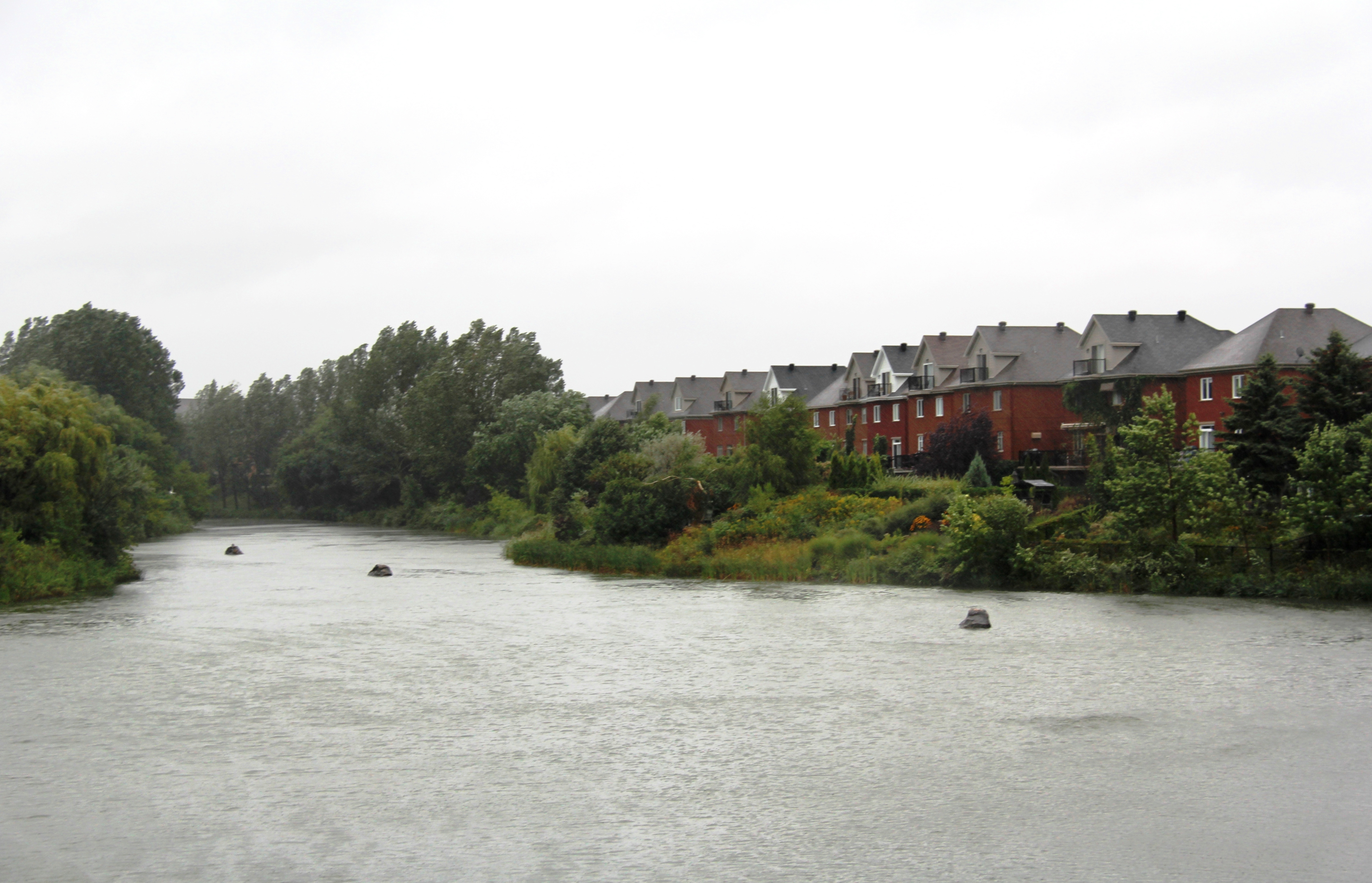
Bassin de rétention dans le secteur Anjou-sur-le lac

L'arrondissement est situé dans l'est de Montréal, au croisement des autoroutes 25 et 40. 

## Démographie
En 2016, l'arrondissement d’Anjou rassemblait 42 796 habitants, répartis sur une superficie de 13,7 km2. Le tiers de la population était issue de l’immigration et provenait principalement de l’Algérie (20,7 %), de Haïti (17,7 %), du Maroc (7 %) et de l’Italie (6,5 %).

### Évolution démographique
| 1971   | 1976   | 1981   | 1986   | 1991   | 1996   | 2001   | 2006   | 2011   |
| ------ | ------ | ------ | ------ | ------ | ------ | ------ | ------ | ------ |
| 33 886 | 36 596 | 37 346 | 36 916 | 37 210 | 37 310 | 38 015 | 40 891 | 41 928 |

| 2016   | 2021   | - | - | - | - | - | - | - |
| ------ | ------ | - | - | - | - | - | - | - |
| 42 796 | 43 243 | - | - | - | - | - | - | - |

### Langues
| Langue              | Population | Proportion |
| ------------------- | ---------- | ---------- |
| Français            | 28 825     | 75,8 %     |
| Anglais             | 2 905      | 7,6 %      |
| Français et anglais | 490        | 11,1 %     |
| Autres langues      | 6 280      | 16,5 %     |

## Administration
En tant qu'arrondissement montréalais, Anjou est dirigé en premier lieu par un conseil d'arrondissement chargé des affaires locales puis par le conseil de ville de Montréal, chargé de certaines matières qui concernent l'ensemble de la ville. Il est composé de trois districts électoraux représentés chacun par un conseiller d'arrondissement qui ne siège qu'au conseil d'arrondissement. Un conseiller de Ville est élu pour représenter tout l'arrondissement et siège au conseil d'arrondissement et au conseil de ville. Un maire d'arrondissement est élu à la tête de l'arrondissement et siège également aux deux instances.
Depuis plusieurs années, la majorité des élus municipaux de l'arrondissement sont des élus du parti angevin Équipe Anjou. Depuis 1997, le maire de l'arrondissement est Luis Miranda.
| Fonction | Fonction               | 2009-2013             | 2013-2017             | 2017-2021          | 2021-2025          |
| --- | ---------------------- | --------------------- | --------------------- | ------------------ | ------------------ |
| Maire d'arrondissement | Maire d'arrondissement | Luis Miranda          | Luis Miranda          | Luis Miranda       | Luis Miranda       |
| Conseillers |                        |                       |                       |                    |                    |
| Ville | Ville                  | Andrée Hénault        | Andrée Hénault        | Andrée Hénault     | Andrée Hénault     |
| Arrondissement | Centre                 | Michelle D. G. Zammit | Michelle D. G. Zammit | Kristine Marsolais | Kristine Marsolais |
| Arrondissement | Est                    | Paul-Yvon Perron      | Paul-Yvon Perron      | Richard Leblanc    | Richard Leblanc    |
| Arrondissement | Ouest                  | Gilles Beaudry        | Gilles Beaudry        | Lynne Shand        | Marie Josée Dubé   |
| Projet Montréal Ensemble Montréal / Équipe Denis Coderre Union Montréal Vision Montréal Coalition Montréal Vrai changement pour Montréal Équipe Anjou Indépendant |                        |                       |                       |                    |                    |

### Liste des maires
| Période | Période  | Identité         | Étiquette                                                  | Qualité |
| ------- | -------- | ---------------- | ---------------------------------------------------------- | ------- |
| 1956    | 1973     | Ernest Crépeault |                                                            |         |
| 1973    | 1988     | Jean Corbeil     | Alliance municipale d'Anjou                                |         |
| 1988    | 1997     | Richard Quirion  | Relève démocratique municipale d’Anjou                     |         |
| 1997    | En cours | Luis Miranda     | Alliance populaire Anjou, Union Montréal puis Équipe Anjou |         |

### Jumelages
- France : Le Perreux-sur-Marne

## Transport
Anjou est situé au carrefour des autoroutes 25, reliant Longueuil à Saint-Esprit, et 40, reliant l'Ontario à Sainte-Anne-de-Beaupré.
Le service public de transport en commun à Anjou est sous la responsabilité de la Société de transport de Montréal.

## Éducation
L'arrondissement compte huit écoles primaires et deux écoles secondaires dont une privée. L'éducation francophone est assurée par le Centre de services scolaire de la Pointe-de-l'Île (anciennement la Commission scolaire de la Pointe-de-l'Île) tandis que l'école anglophone est gérée par la English Montreal School Board. L'école Jacques-Rousseau est la seule école publique située dans le secteur du Haut-Anjou.

### Écoles primaires
- École primaire Albatros (alternative)
- École primaire Cardinal-Léger
- École primaire Chénier
- École primaire Dalkeith (anglophone)
- École primaire Des Roseraies
- École primaire Jacques-Rousseau
- École primaire Saint-Joseph
- École primaire Wilfrid-Pelletier (internationale)

### Écoles secondaires
- Collège d’Anjou (privé)
- École secondaire d’Anjou (publique), située sur un terrain mitoyen d’Anjou et de Mercier–Hochelaga-Maisonneuve

## Économie
Anjou est le plus important pôle commercial et industriel de l'est de l'Île de Montréal. Au niveau commercial, on retrouve l'imposant centre commercial régional Les Galeries d'Anjou, le centre commercial d’alimentation Les Halles d'Anjou, d’importantes tours à bureaux, plusieurs commerces de grandes surfaces (Costco, Rona L’entrepôt, Réno-Dépôt, Home Dépôt, Meubles Léon, Mayrand, Adonis, Bureau en gros, etc.) et plusieurs autres commerces ayant pignon sur rue, principalement dans de petits centres commerciaux de quartier. Au niveau industriel, on retrouve de nombreuses industries dans le quartier industriel au nord-est de l'arrondissement. On retrouve, entre autres, le siège social du Groupe Marie Claire Inc., de Chocolat Vadeboncoeur, de Les Éditions CEC et de Mondou.

## Culture
En 2024, la Ville possède deux bibliothèques : la bibliothèque Jean-Corbeil et, une annexe, la bibliothèque du Haut-Anjou. 

### Les débuts
La première bibliothèque municipale d’Anjou est inaugurée le 22 octobre 1963. À ses débuts, elle est dirigée par le bibliothécaire Rosario Fortin et dispose d’une collection de 2 000 volumes. Elle devient un lieu central pour les Angevins et doit déménager à plusieurs reprises dans la ville pour répondre à la demande croissante. De ce fait, sa collection passe à 10 000 ouvrages en 1970. Il est décidé en 1976 qu’un nouveau bâtiment sera construit à l’angle du boulevard Châteauneuf et de l’avenue Goncourt pour accueillir la bibliothèque municipale ainsi qu’une station de pompiers et le service des loisirs et culture de la ville. Au début des années 1980, la bibliothèque met à disposition des citoyens 25 000 ouvrages en tout genre et soixante périodiques.

### La bibliothèque Jean-Corbeil
En 1984, le bâtiment actuel de la bibliothèque municipale est inauguré. Cette nouvelle installation, répartie sur deux étages, se veut moderne : spacieuse, lumineuse et offrant divers services novateurs pour l'époque. En plus d’une vaste collection de 63 000 livres et 140 périodiques, les usagers peuvent désormais profiter d'une audiothèque, d'une vidéothèque et d'un laboratoire de langues, répondant ainsi aux besoins diversifiés de la communauté. La bibliothèque municipale comporte également des salles d’exposition et de conférence permettant d’accueillir une soixantaine de personnes, ce qui permet d'y organiser régulièrement des évènements culturels, comme des expositions et des lectures publiques. Une salle du deuxième étage porte le nom de Rosario Fortin, fondateur de la bibliothèque d’Anjou. Depuis 1985, la bibliothèque est ouverte tous les jours de la semaine. En 1986 ou 1987, le catalogue de la bibliothèque s’enrichit grâce au docteur Armand Frappier qui fait don de sa collection personnelle de documents. Ces 1 068 ouvrages portent majoritairement sur les disciplines de l'histoire, de la littérature et de la philosophie. Reconnaissables à leurs couvertures semblables, ils sont conservés au deuxième étage de la bibliothèque et sont disponibles à l'emprunt.
Le 17 septembre 2003, la bibliothèque d’Anjou devient la bibliothèque Jean-Corbeil en hommage à l’ancien maire d’Anjou, Jean Corbeil. Durant son mandat de 1973 à 1988, il a fait de la bibliothèque sa priorité en œuvrant à sa modernisation et à son développement, tout en contribuant à la réalisation du bâtiment.  Ce changement de nom reflète l’importance de la bibliothèque dans la communauté et son rôle en tant que pilier culturel de la ville.
Des premiers travaux d’améliorations intérieures sont réalisés en 2001 avec la rénovation du comptoir de prêt, motivés par la hausse de la population et donc de la fréquentation de la bibliothèque, ainsi que par l’usage croissant des ordinateurs par le personnel. Puis, en novembre 2017, le revêtement du sol est remplacé et les murs intérieurs sont repeints avec des couleurs plus vives et dynamiques,.

### La bibliothèque du Haut-Anjou
En 1990, la succursale du Haut-Anjou ouvre ses portes pour répondre à une demande toujours croissante et pour faciliter l’accès des résidents du nord de l’arrondissement aux services bibliothécaires. Située sur la rue Jarry Est, la bibliothèque du Haut-Anjou propose des services similaires à ceux de la bibliothèque Jean-Corbeil. Bien qu’elle soit plus modeste en taille que la bibliothèque principale, cette succursale est bien implantée dans le quartier et les données de fréquentation montrent qu’elle représente environ le cinquième de la fréquentation totale des bibliothèques d’Anjou entre 2012 et 2022.

### Offre culturelle et communautaire
Au-delà de développer leur collection pour les jeunes et les adultes, faisant passer celle-ci 2 000 volumes en 1963 à plus de 130 000 documents en 2024, incluant des livres, des DVD, des CD, des magazines, des journaux, des jeux de société, des jeux vidéo, ou encore des trousses thématiques ou sensorielles, répartis dans les deux bâtiments, les bibliothèques d’Anjou ont diversifié leurs services au fil des ans. Les citoyens d'Anjou profitent de postes informatiques pour la recherche documentaire depuis au moins 2001. Actuellement, les bibliothèques disposent d’un accès au Wi-Fi, à des postes informatiques publics, à des imprimantes et à un numériseur ou une photocopieuse,.
Les deux bibliothèques d’Anjou sont des lieux dynamiques où se tiennent de nombreux évènements et activités variés. Depuis l’ouverture du bâtiment principal, la salle d’exposition permet de mettre en valeur des artistes locaux,. En 2024, les usagers adultes peuvent, entre autres, bénéficier du concours d’une écrivaine publique pour les aider dans la rédaction de documents et de soutien individuel à l’emploi. Les plus jeunes peuvent assister à des heures du contes, des ateliers créatifs ou scientifiques, tandis que des activités de jeux vidéo ou d’initiation à la réalité virtuelle sont proposées aux adolescents. Le programme des évènements est disponible sur le site des bibliothèques de Montréal,, sur la page du réseau social Facebook Culture et bibliothèques d'Anjou et publié dans le bulletin municipal Regards sur Anjou envoyé aux citoyens. La bibliothèque Jean-Corbeil est également le lieu de rencontre du Club de lecture du SAC Littéraire du Service d’aide communautaire Anjou et la salle d’animation sert de salle de projection pour les ciné-biblio. Ces évènements culturels variés sont pensés pour enrichir la vie communautaire et favoriser les échanges intergénérationnels, faisant des bibliothèques d'Anjou bien plus que de simples lieux de lecture.
N’ayant pas de Maison de la culture, seule la salle d’animation de la bibliothèque Jean-Corbeil sert de lieu de spectacle et d’exposition. Un petit chapiteau a été installé en 2017 à la place des Angevins permettant d’offrir des spectacles, des projections cinématographiques et de la danse à l’extérieur.

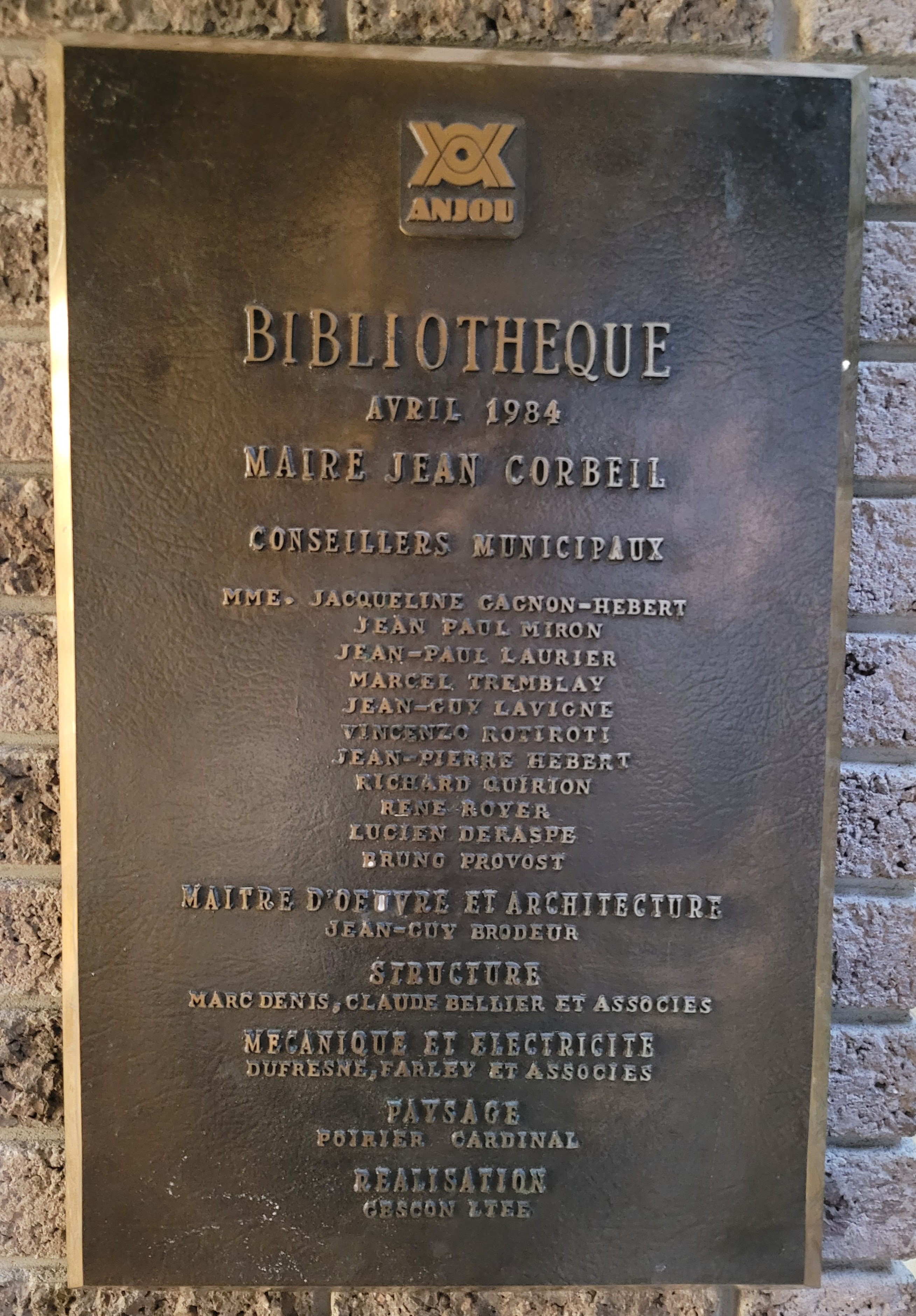
Plaque commémorative de l'inauguration de la bibliothèque en 1984.
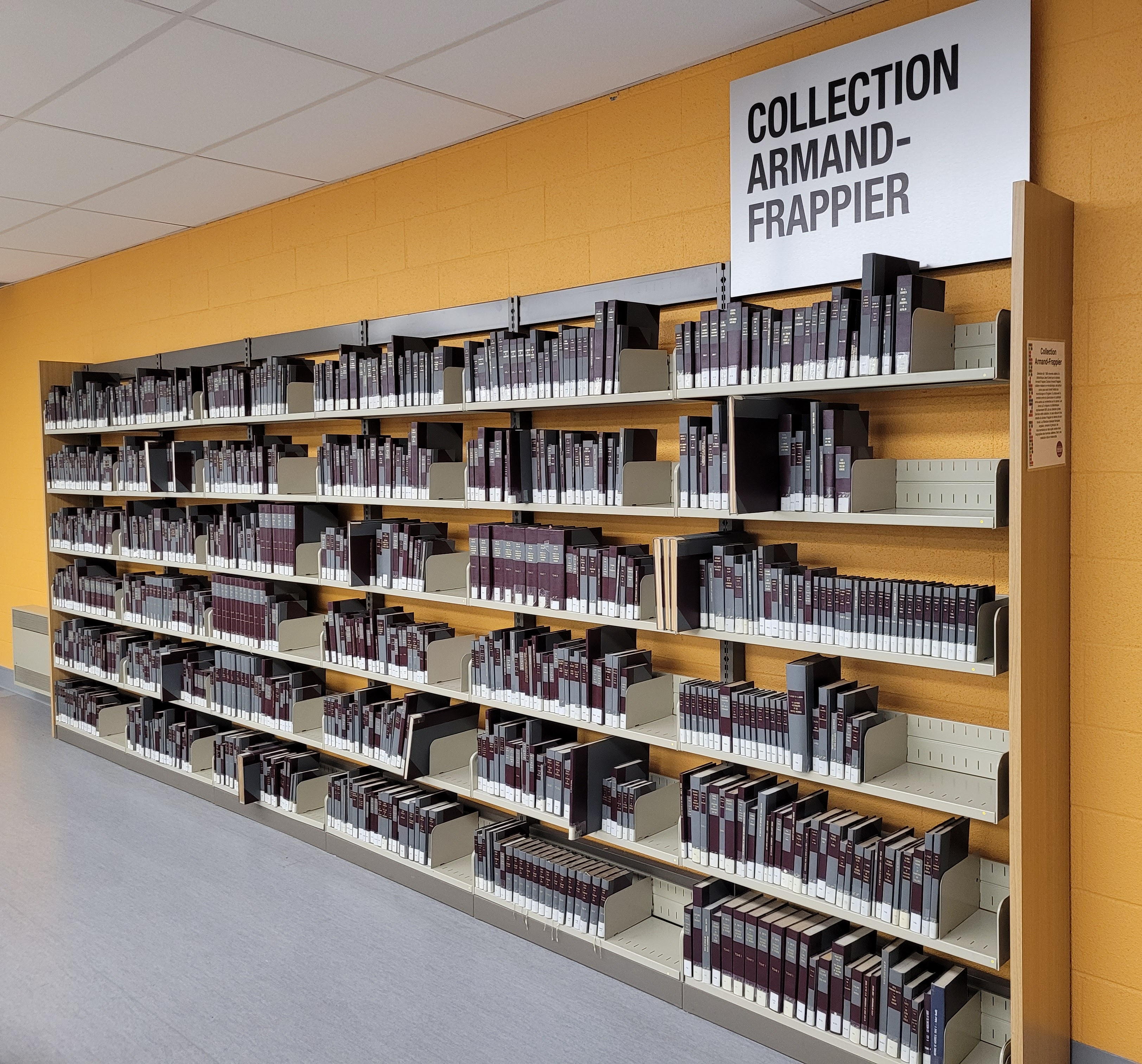
Collection Armand Frappier.
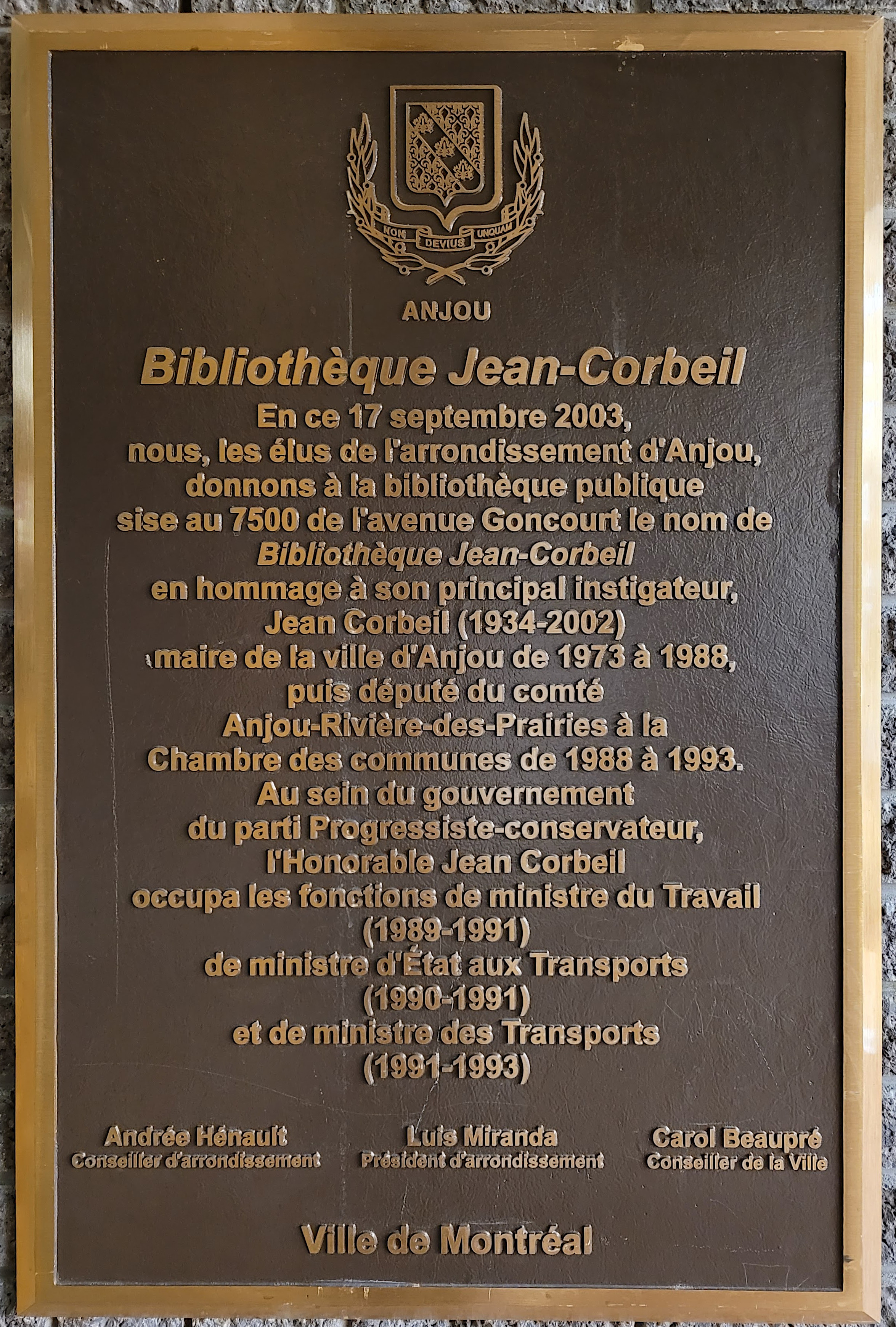
Plaque commémorative en l'honneur de l'ancien maire Jean Corbeil.
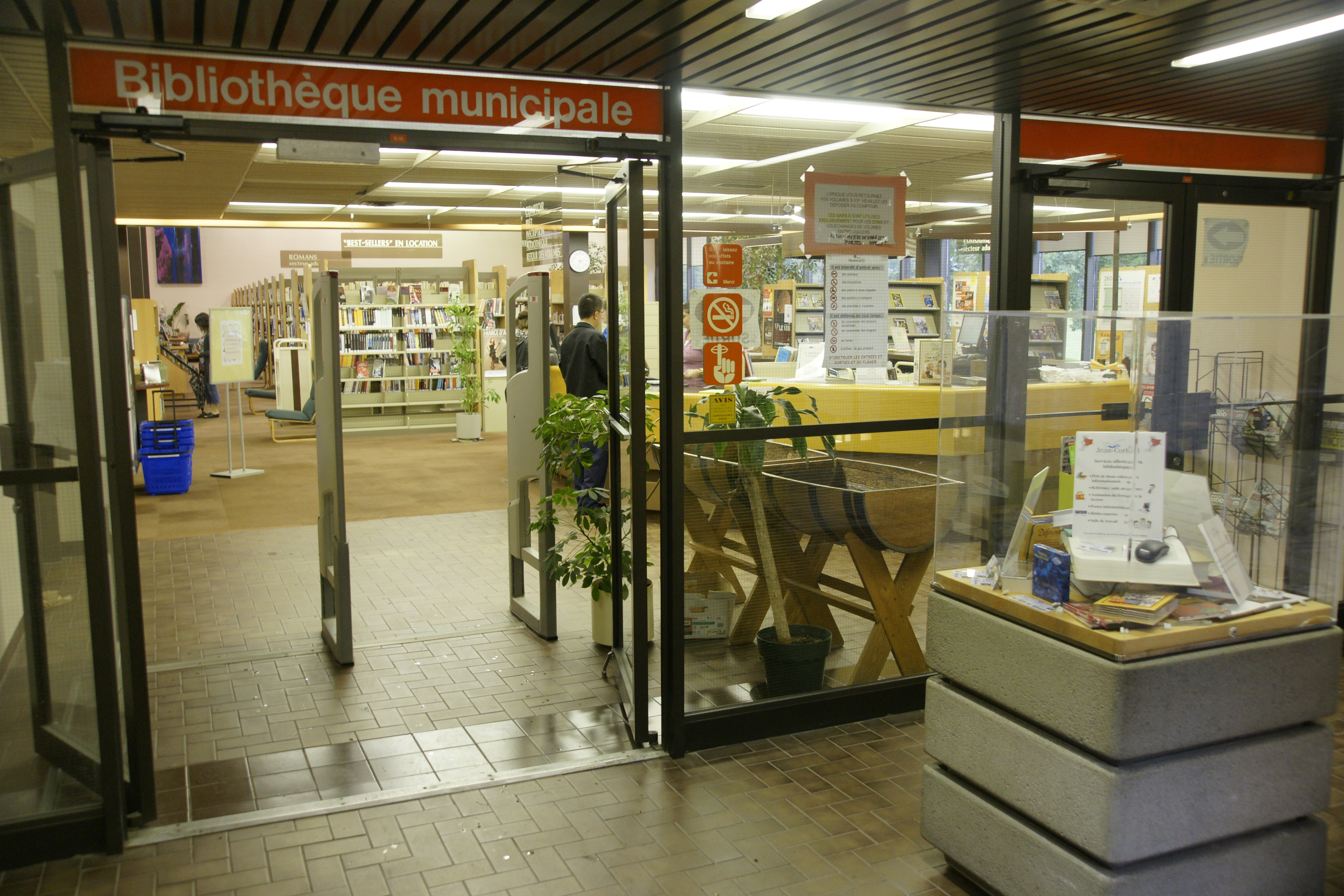
Entrée de la bibliothèque Jean-Corbeil en 2011.
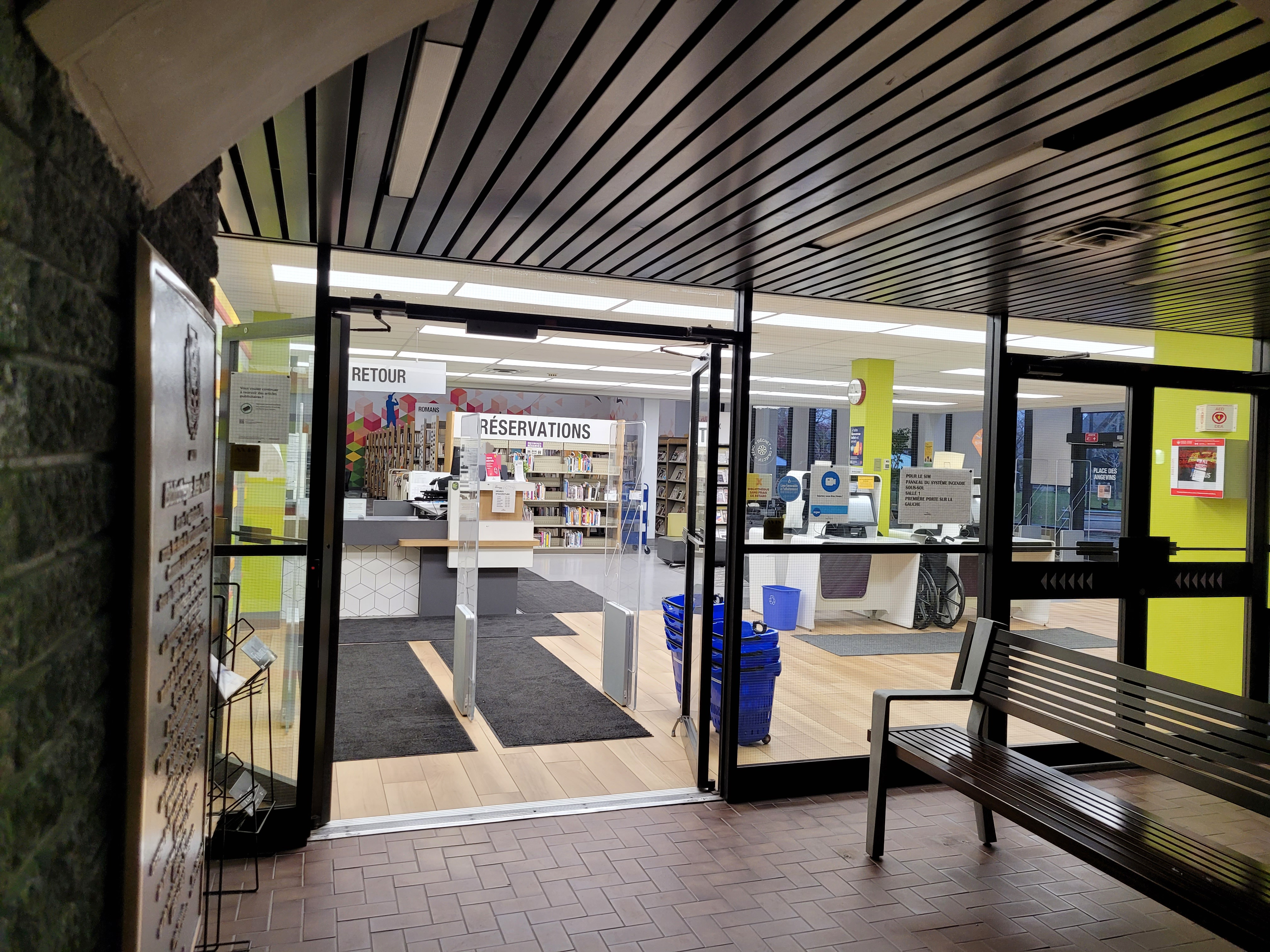
Entrée de la bibliothèque Jean-Corbeil en 2024.
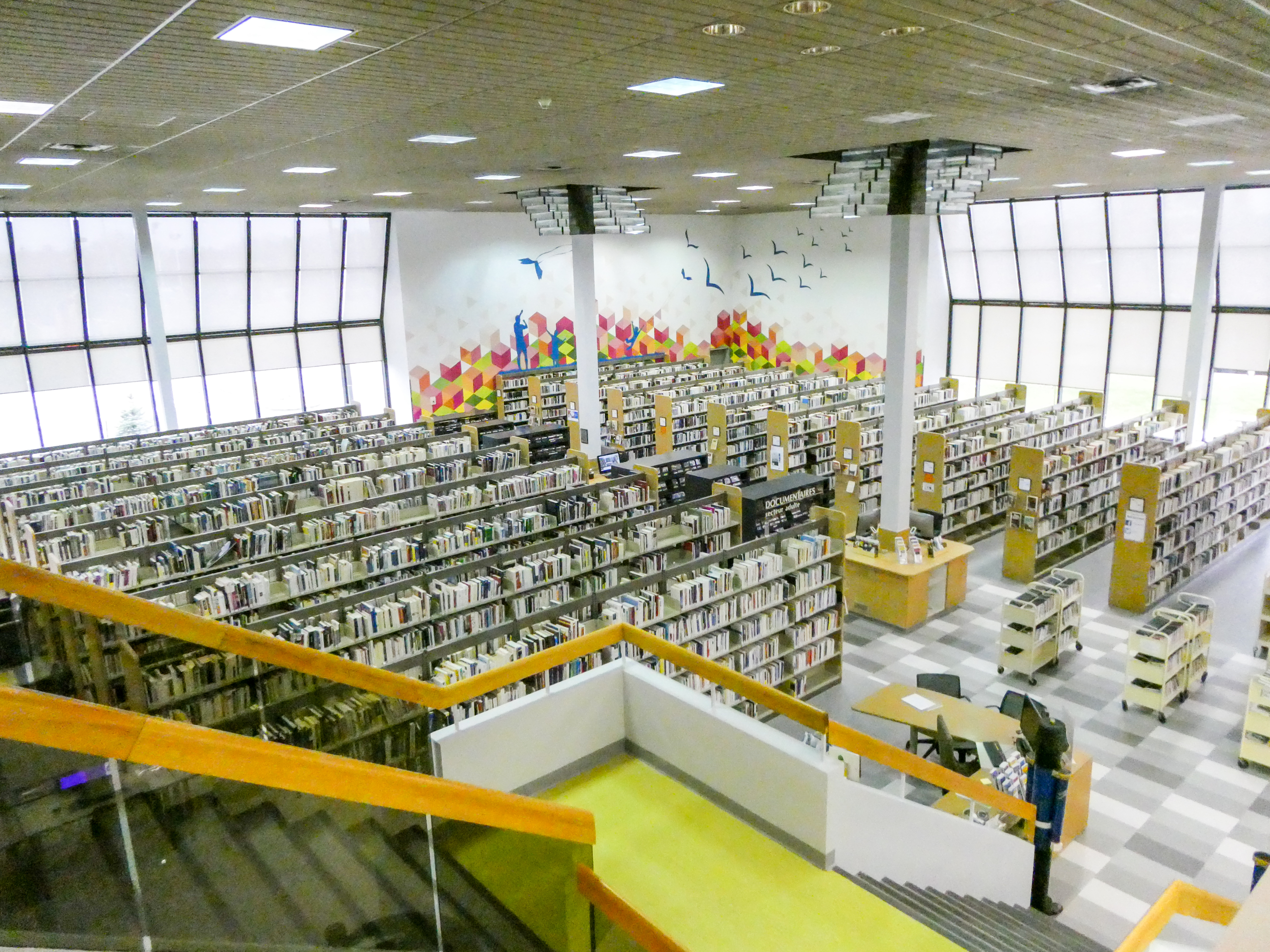
Bibliothèque Jean-Corbeil en 2017, après les rénovations.
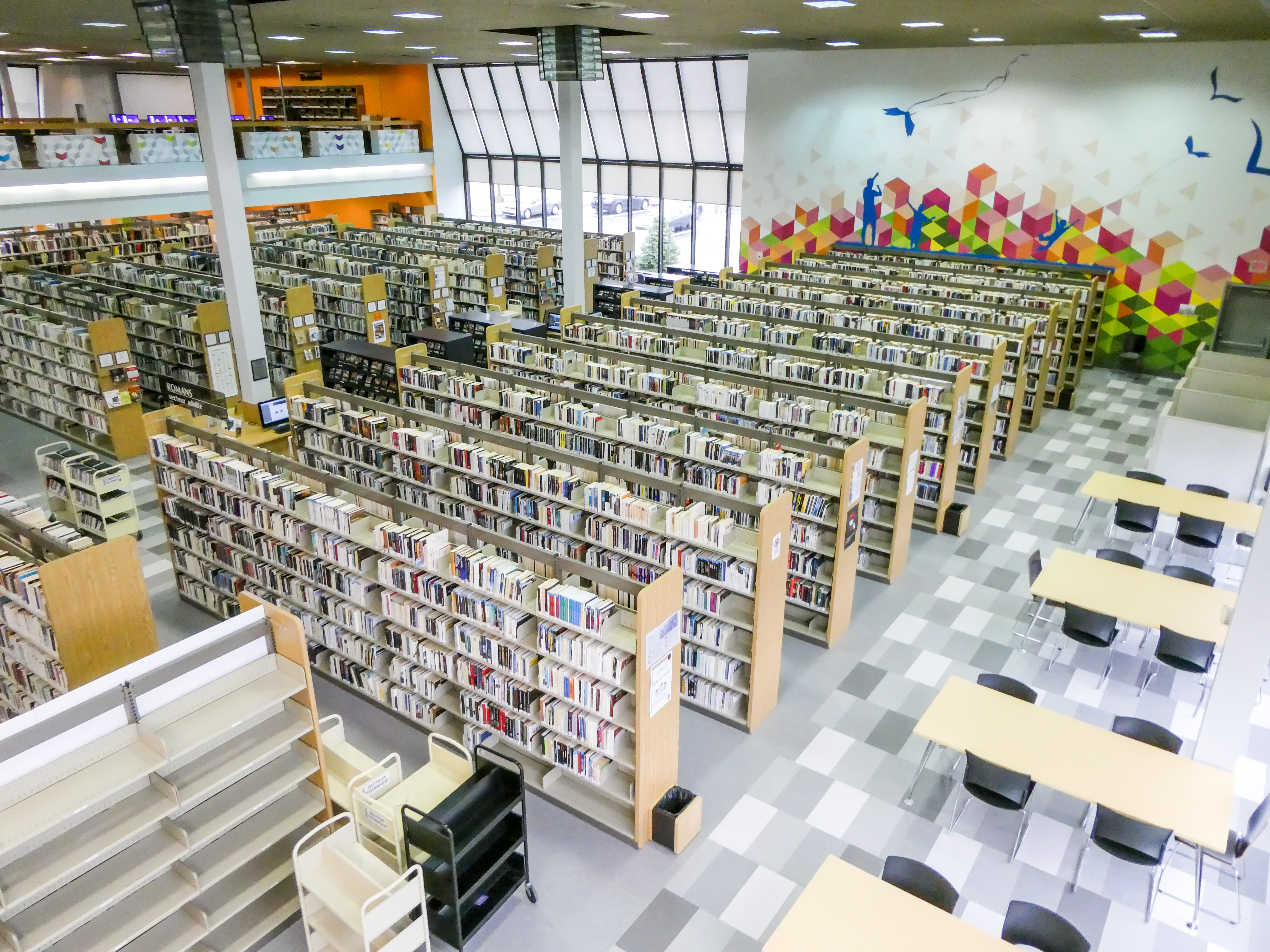
Bibliothèque Jean-Corbeil en 2017, après les rénovations.
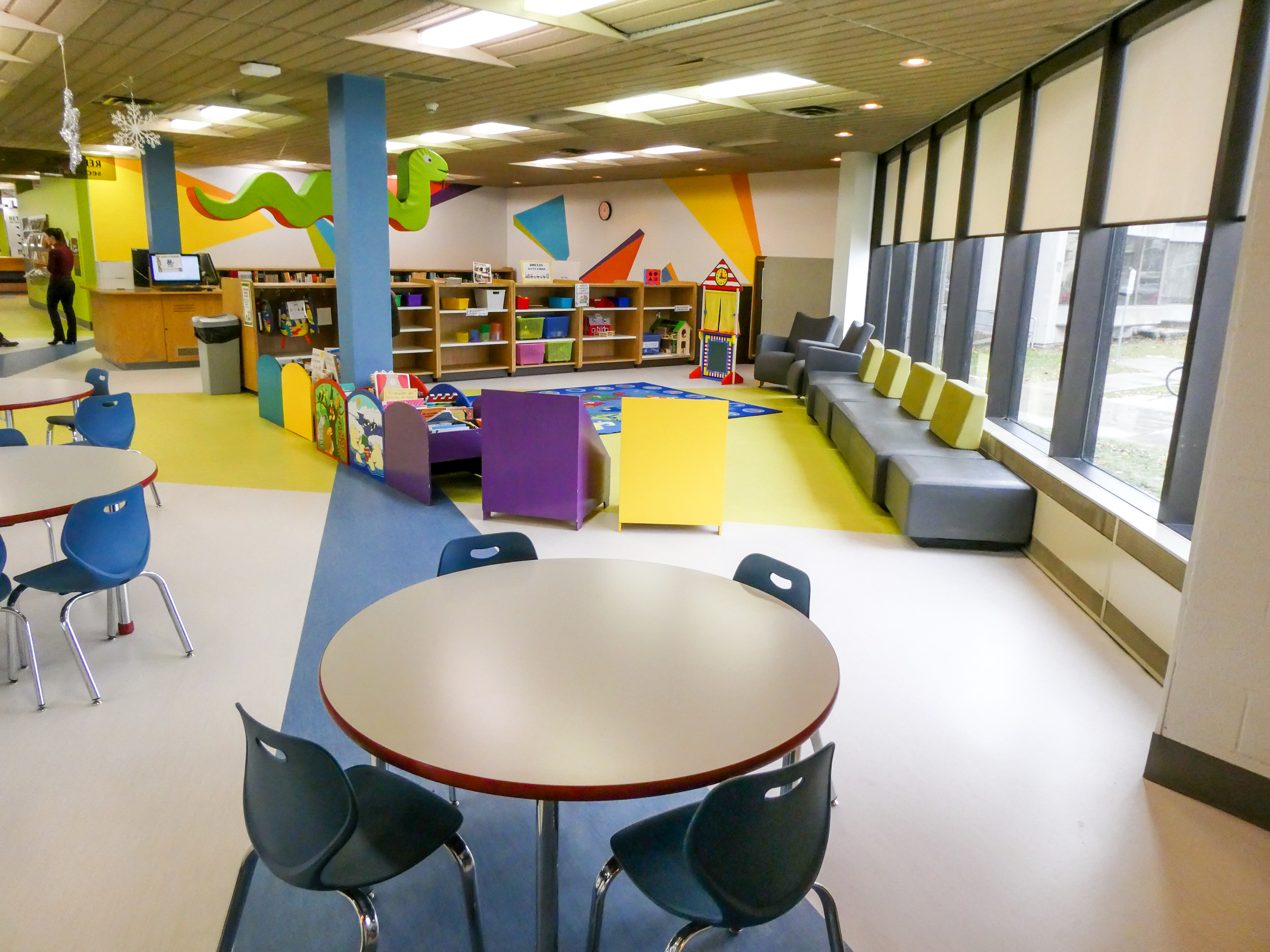
Bibliothèque Jean-Corbeil en 2017, après les rénovations.
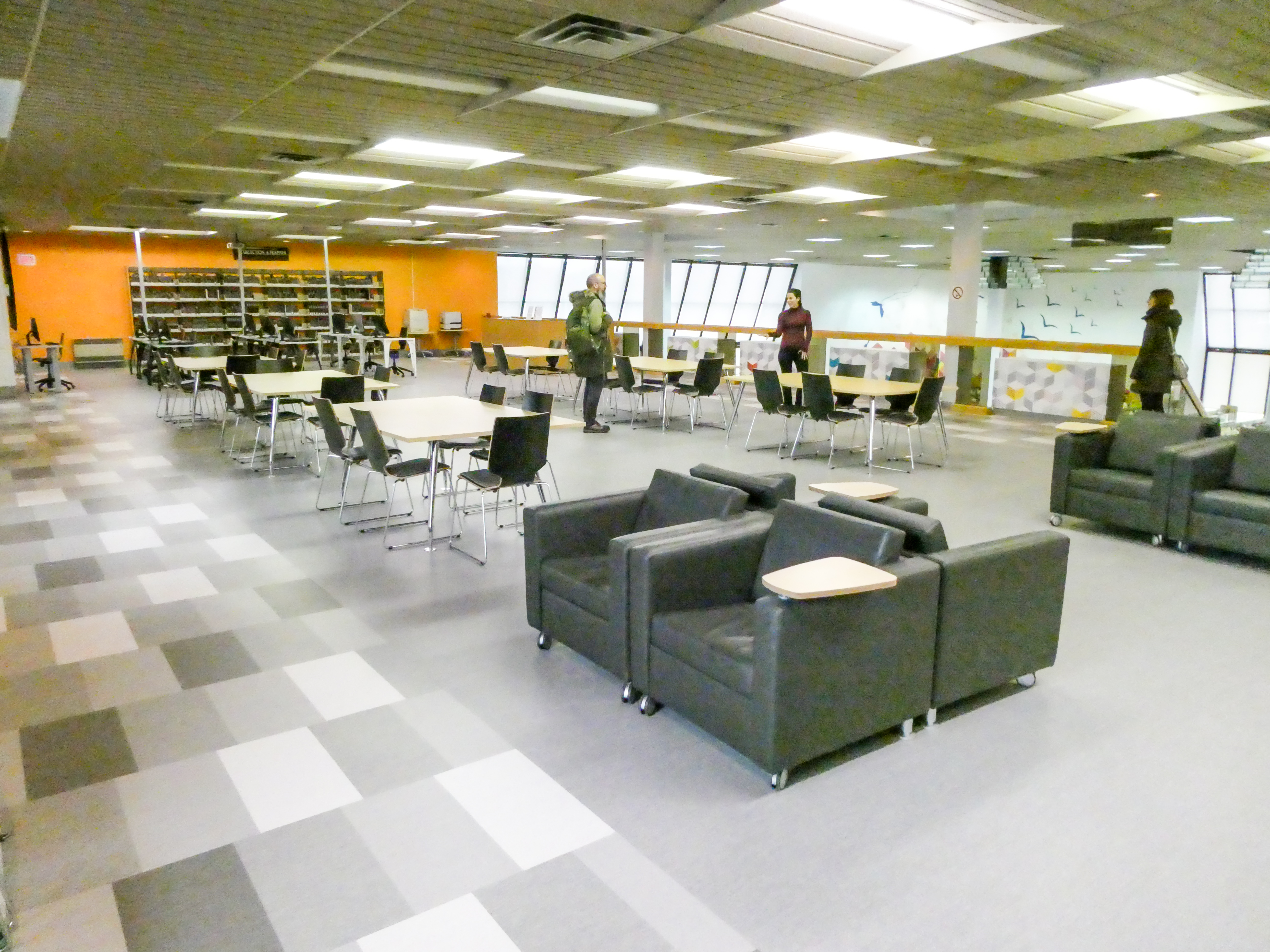
2e étage de la bibliothèque Jean-Corbeil en 2017, après les rénovations.
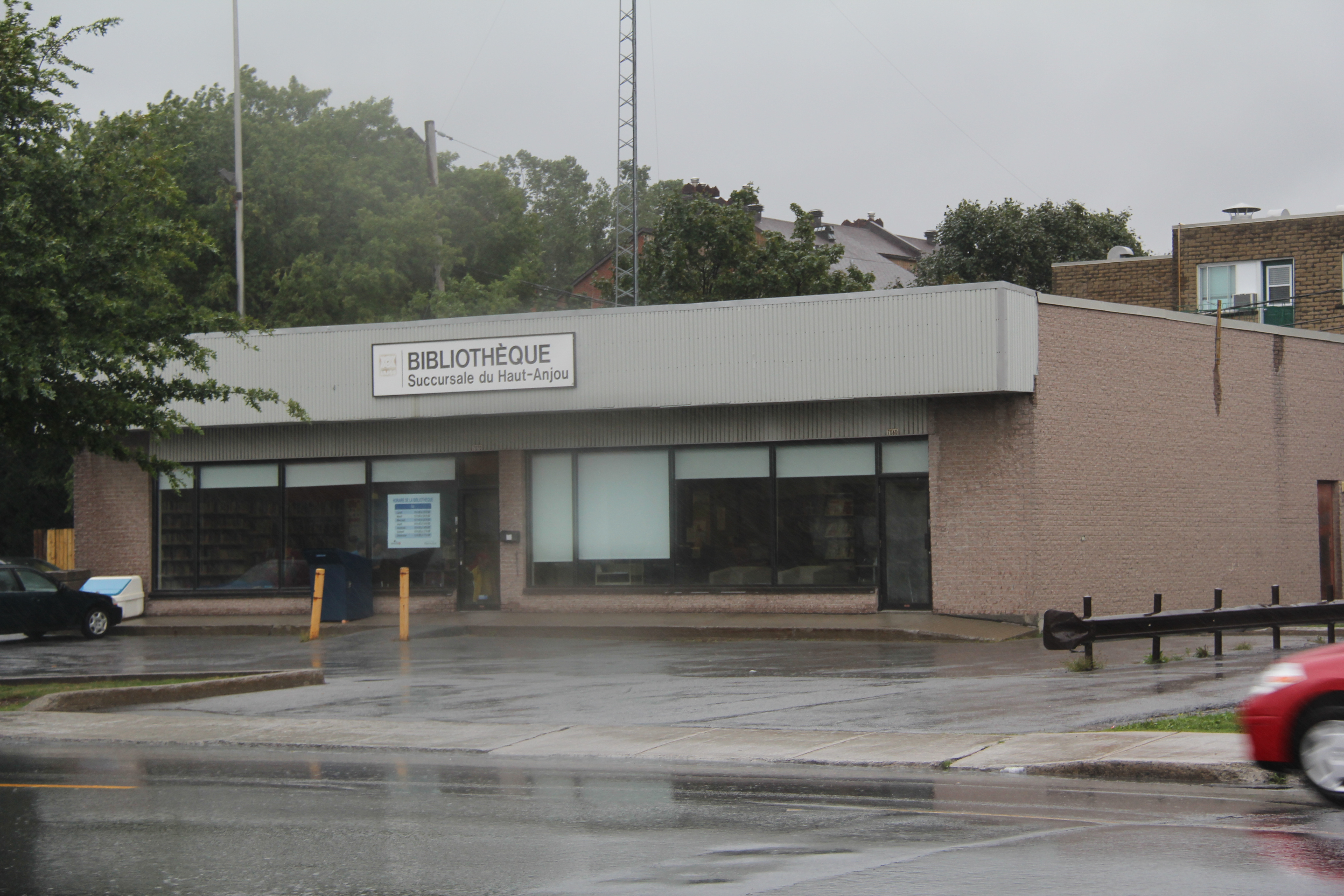
Bibliothèque du Haut-Anjou en 2011

## Patrimoine bâti

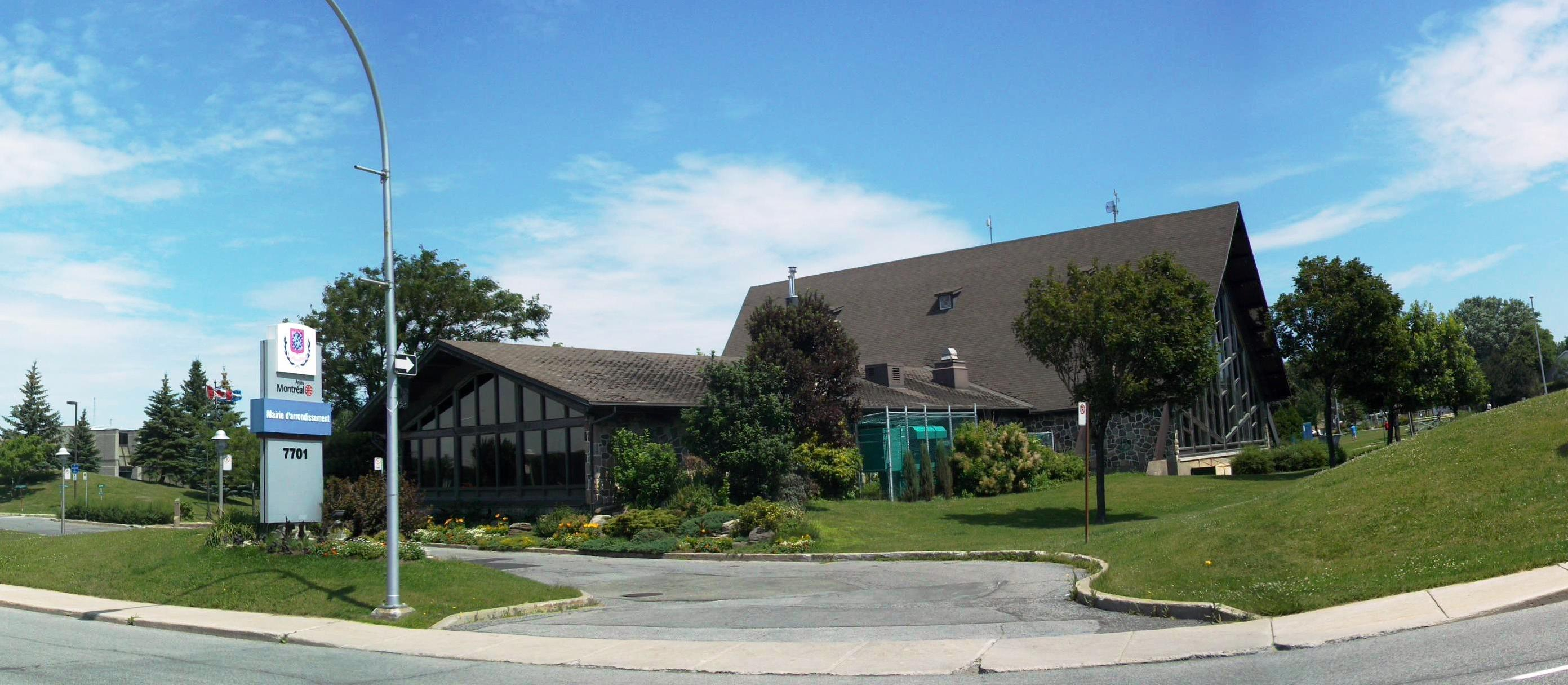
La mairie d'arrondissement d'Anjou.

L’arrondissement possède deux ensembles urbains d’intérêt patrimonial : le secteur de la Loire et le secteur du boulevard Yves-Prévost. Ces ensembles harmonieux sont principalement composés de bungalows et split-levels alignés le long de rues bordées d’arbres matures. L’église Notre-Dame-d’Anjou, réalisé par l’architecte André Blouin, est un immeuble de valeur patrimoniale exceptionnelle ainsi que deux maisons rurales situées le long du boulevard Métropolitain Est, seules traces de l’époque de l’ancien chemin de la côte Saint-Léonard. L’hôtel de ville d’Anjou, par son caractère architectural unique au Québec, est un immeuble qualifié de valeur patrimoniale intéressante.

## Société

### Personnalités
- Arthur Sicard, inventeur ayant notamment inventé et propagé la souffleuse à neige;
- Zinera, rappeur Montréalais
- Martin Brochu, joueur dans la Ligue nationale de hockey;
- Vincent Damphousse, joueur dans la Ligue nationale de hockey;
- Éric Fichaud, joueur dans la Ligue nationale de hockey;
- Stéphane Fiset, joueur dans la Ligue nationale de hockey;
- Yvon Jolin, champion du monde de saut de barils en patin;
- Lennikim, chanteur;
- Régent Lacoursière, nageur québécois intronisé au Panthéon des sports du Québec;
- Nathalie Lambert, quadruple médaillée olympique en patinage de vitesse sur courte piste;
- Sylvain Lelièvre, auteur-compositeur-interprète;
- Sylvie Moreau, actrice;
- Félix Potvin, joueur dans la Ligue nationale de hockey;
- Luc Robitaille, joueur dans la Ligue nationale de hockey;
- Sergeï Trofanov, violoniste tzigane;
- Grégoire Viau, scénariste, réalisateur et animateur.